# Durovigutum
Durovigutum fu un forte romano e insediamento della Britannia romana, posto all'incrocio fra la Ermine Street, la Via Devana e una strada militare che proveniva da Sandy, nel Bedfordshire.
Sorgeva sulla sponda meridionale del fiume Great Ouse, in corrispondenza dell'odierna città di Godmanchester, nella contea inglese del Cambridgeshire.

## Etimologia
L'elemento duro del nome è di origine celtica e significa "forza" o "caposaldo"; il nome Duro-vigutum può significare "il prospero caposaldo", in cui il suffisso ha la medesima radice del verbo latino vigeo, "prosperare", "fiorire", "essere vigoroso".

## Storia
Vi sono evidenza archeologiche che nel sito esistessero abitazioni celtiche prima dell'insediamento di un'importante città romana e di una mansio; pertanto l'area è stata continuamente occupata per oltre 2000 anni.
Prima dell'insediamento civile, furono costruiti due forti, uno in età claudia, l'altro in età neroniana.
La mansio e le annesse terme furono edificate all'incirca nel 120 d.C..
L'insediamento romano fu saccheggiato dagli Anglosassoni nel III secolo d.C.
La mansio e le terme furono distrutte da un incendio verso la fine del III secolo. Le terme furono ricostruite, seppure più piccole, mentre al posto della mansio fu edificato un edificio ritenuto un granaio.
A differenza di Huntingdon, nel centro di Godmanchester si sono rinvenuti numerosi reperti archeologici.
L'insediamento fortificato con mansio è menzionato nel nome di Godmanchester, che proviene dall'anglosassone Godmundceaster, cioè "città fortificata (romana) di Godmund".

## Descrizione
La scelta del sito di insediamento in origine avvenne probabilmente per il letto di ghiaia, che permetteva il guado del fiume Great Ouse. 
L'asse principale della città era costituito dalla Ermine Street, che l'attarversava con andamento SSE-NNW.
La mansio sorgeva nell'attuale Pinfold Lane ed è stata oggetto di scavi nel 1969, che identificarono quattro fasi di occupazione.
A ovest della mansio si è rinvenuto un tempio più volte ricostruito tra il II e il IV secolo.
In esso furono rinvenuti parecchie offerte votive in bronzo, tra le quali una recava una dedica al dio Abandinus.
A est della mansio, al principio del III secolo, fu edificata la basilica, demolendo due edifici precedenti del II secolo.
La città era munita in età adrianea di un fossato difensivo a forma di V, largo 3 m e profondo 2 m, che racchiudeva un'area di 8,06 ettari.
Successivamente, verso la fine del III secolo, furono erette nuove difese che recintavano un'area maggiore, a forma di esagono irregolare, pari a circa 11 ettari. Queste difese erano costituite da mura spesse circa 3 m con un terrapieno spesso circa 10 m sul lato interno; sul lato esterno vi era un fossato da circa 5 m a forma di U.
Nel IV secolo, questo fossato a U fu sostituito con un fossato ampio ben 11 m.
La porta meridionale aveva due torri rettangolari ai lati, un fornice centrale per i carri e due passaggi pedonali sui lati, che in totale misuravano 9,15 m.